# Club de Fútbol Femenino de Albacete
El Club de Fútbol Femenino de Albacete, también conocido simplemente como CFF Albacete, es un equipo de fútbol femenino con sede en la ciudad española de Albacete. Compite en la Tercera Federación.

## Historia
El Club de Fútbol Femenino de Albacete fue el primer club de fútbol femenino creado en Albacete, fundado en 1992. Desde 2011 hasta 2018 militó en la Segunda División Femenina de España y desde 2019 hasta la temporada 2021-22, participó en Primera Nacional Femenina. Desde la temporada 2022-23, compitió en el Grupo Sur de la Segunda Federación Femenina durante dos temporadas. En 2024, descendió a la Tercera Federación.

## Estadio
Disputa sus encuentros como local en el Estadio José Copete de la capital albaceteña, con capacidad para 3.000 espectadores.